# 1932年哈萨克斯坦大饥荒

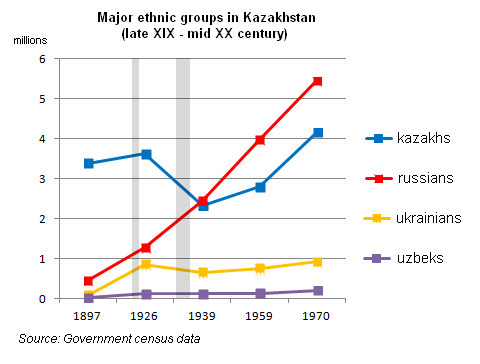
哈萨克斯坦1897–1970年间的主要民族群体。哈萨克人和乌克兰人在1932–1933年间因为饥荒而减少，但俄羅斯人口增長卻沒有明顯影響。

哈萨克斯坦大饥荒是1932年苏联大饥荒的一部分，发生于当时苏联苏俄哈萨克自治社会主义苏维埃共和国。哈萨克人按死亡人数比例在苏联大饥荒中受影响最为严重（约38%）。

## 重大意义
哈萨克斯坦大约150万死亡人口中有130万人是哈萨克族。其余20万人当中，大部分乌克兰人也受到影响。根据其他估计，可能最終有多达200–230万哈萨克族死于这场饥荒。此外，饥荒期间约有25万哈萨克人突破封鎖，越境逃往中国，蘇聯為防消息走漏與動盪，開始調來兵力控制騷亂，並在邊境部署狙擊手射殺那些逃難的匪徒。而这场饥荒除了政策錯誤，有部分的天氣因素導致農牧欠收，以及遊牧、耕作習慣的強制改變，並使得哈萨克族在他们的共和国变成少数民族，直到1990年代哈萨克族才在哈萨克斯坦再次成为最大族群。这场饥荒之前，这个共和国60%的人口是哈萨克族，但饥荒过后，只有大约38%的人口是哈萨克族。德國與法國等決議將大饑荒視其為對前蘇聯國家的種族滅絕，這受到俄羅斯的抗議。